# Ring Frei (singolo)
Ring frei è una canzone scritta da LaFee, Bob Arnz e Gerd Zimmermann e contenuta nel quarto in studio della cantante, Ring Frei. È la seconda traccia dell'album e fu pubblicata come singolo apripista nel novembre 2008.

## Music video
Il videoclip debuttò il 31 ottobre 2008 durante lo show tedesco VIVA Live.
Il video è stato scritto e diretto da Bastien Francois e filmato ai Cinegate studio a Berlino. In esso LaFee è mostrata come un'eroina di un film d'azione e dove la maggior parte delle scene e dei costumi si ispirano a vari film come The Cell, Hero e La tigre e il dragone..

## Tracce
- CD single: 2 Track Edition[2]

1. "Ring frei" (versione singolo) - 3:31
2. "Hand in Hand" (b-side) - 4:22

- CD Single: Fan Edition[3]

1. "Ring frei" (versione album) - 3:48
2. "Ring frei" (Making of the music video) - 24:33
3. "Lafee Interview" - 13:06
4. "Ring frei" (Studio performance) - 5:11
5. "Ring frei" (Karaoke video) - 3:54

## Classifica
| Chart (2008)           | Peak position |
| ---------------------- | ------------- |
| Austrian Singles Chart | 31            |
| German Singles Chart   | 22            |

## Produzione
- Produttore: Bob Arnz
- Publisher: Edition twoformusic/ EMI Music Publishing
- Voce: LaFee
- Autori: Bob Arnz, Gerd Zimmermann, LaFee
- Management: Bob Arnz, Gabriele Geschwinder
- Fotografia: BITO
- Grafica: Tim Juckenack